# Ad maiorem Dei gloriam

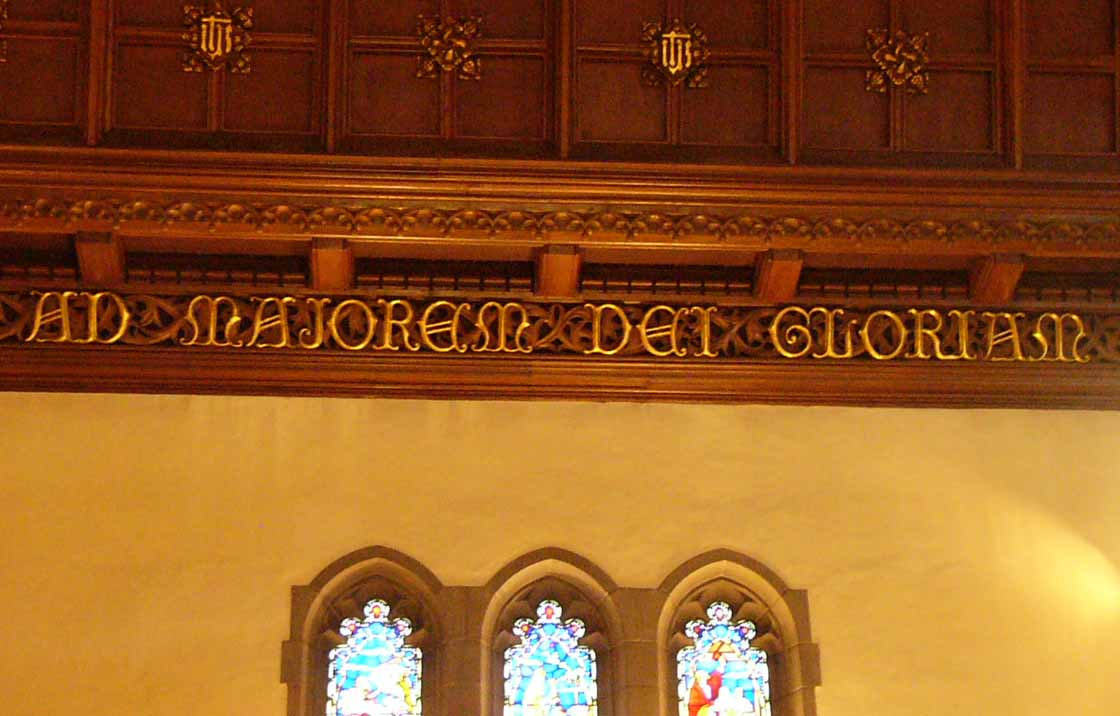
A.M.D.G. на хорах Церкви Святого Ігнатія (St. Ignatius Church, Chestnut Hill, Массачусетс), в університетському містечку Бостонського коледжу.

«Ad maiorem Dei gloriam» (скорочення AMDG) — латинський девіз Товариства Ісуса (єзуїтів), який означає Для більшої слави Божої. Від моменту створення ордену є програмним девізом єзуїтів, яке характеризує духовність і стиль життя ордену. Значення сентенції є близьким до латинського поняття magis (укр. — більше) — основного з ключових понять Духовних Вправ Ігнатія Лойоли.

## Історична довідка
Фактично народження сентенції як духовного девізу єзуїтів відбулося 15 серпня 1634 року у підземній церкві Монмартру, на місці якої 9 жовтня 1272 року було закатовано першого єпископа святого Діонісія, у передмісті Сен-Жак, де семеро перших членів майбутнього ордену дали клятву присвятити своє життя Богові. Клятва закінчувалася словами — Ad maioren Dei gloriam.
Цей девіз понад 300 разів зустрічається в конституціях і листах святого Ігнатія Лойоли, часом у дещо зміненому звучанні. Вважається, що сентенція дуже стисло віддзеркалює зміст його Духовних вправ, виражаючи ідею постійного всестороннього саморозвитку і духовного вдосконалення. Харизма Товариства Ісуса характеризується багатовекторністю, широким діапазоном сфер діяльності, закликом до праці в різних середовищах — девіз AMDG виражає власне такий характер харизми згідно з духом єзуїтської медитації — із відозвою до віднайдення можливостей служити Богу там, де закликає Вічний Цар. В девізі є закладена готовність до повної і цілковитої посвяти служінню Богу.
«Ad maiorem Dei gloriam» є також частим девізом, який розміщувався на єзуїтських костелах, будинках колегіумів і домах молитви. Ця сентенція також часто розміщувалася у книжках різних авторів, як остання фраза, що завершує тексти.
Ця фраза — геральдичний девіз багатьох єзуїтських навчальних закладів, у тому числі восьми з 28 членів Асоціації Єзуїтських Коледжів і Університетів (англ. - Association of Jesuit Colleges and Universities), і багатьох середніх шкіл по усьому світі. В Джорджтаунському Університеті (англ. - Georgetown University), одному з найстаріших католицьких університетів США, девіз доповнений закінченням «inque hominum salutem» (укр. — і спасіння людства)
У багатьох англійських школах (з єзуїтською традицією) студентів просять написати абревіатуру AMDG зверху на своїх паперах, щоби нагадати їм, що навіть шкільні заняття призначені Для більшої слави Божої.
A.M.D.G. часто включалася в підпис покійного папи римського Івана Павла II і Йоганна Себастьяна Баха.
Вислів часто використовується у парафразах: «Ad majorem hominis gloriam» — Для більшої слави людини, «Ad majorem censurae gloriam» — Для більшої слави цензури и т. д.
Існують різні несуттєві модифікації цієї фрази, наприклад довша форма «Omnia ad maiorem Dei gloriam» (укр. — Все Для більшої слави Божої). Також часто зустрічається розширення сентенції за рахунок згадки про Пресвяту Діву Марію, як вияв первинної єзуїтської побожності — «Ad maiorem Dei gloriam et Beatissime Virginis Mariae honorem» (укр. — «Все Для більшої слави Божої і честі Пресвятої Діви Марії»).

## Сентенція у назвах художніх творів
- Авербах М. Н., роман «К вящей славе Господней»[4]
- Gorgoroth, музичний альбом «Ad Majorem Sathanas Gloriam»
- Slaughter, альбом «Revolution», пісня «Ad-Majorem-Dei-Gloriam»
- Juan Antonio Ruiz, пісня «Ad Majorem Dei Gloriam»[5]
- Matthew Ferraro, хорал «Ad Majorem Dei Gloriam» (English version)[6]
- Serendipity, альбом «Ad Majorem Dei Gloriam»[7]
- Manoling Francisco, альбом «To Love and Serve», пісня «Ad Majorem Dei Gloriam»[8]
- Benjamin Britten, книга «Ad Majorem Dei Gloriam»[9]
- Steven Speray, книга «Baptism of Desire or Blood (A Defense in Brief Ad Majorem Dei Gloriam)»[10]